# The Place After This One
The Place After This One é o décimo álbum de estúdio da banda americana de rock Underoath, lançado em 28 de março de 2025 pela MNRK Heavy. É o primeiro álbum sem o guitarrista base James Smith, que esteve na banda desde o álbum de 2004 They're Only Chasing Safety até sua saída em 2023.

## Antecedentes
A banda lançou três novos singles ao longo de 2024: "Teeth" em setembro, "Survivors Guilt" em outubro e "Generation No Surrender" em dezembro. Todas as três faixas foram incluídas no álbum The Place After This One, que foi anunciado em 14 de fevereiro de 2025. Outro single, "All the Love is Gone", foi lançado no mesmo dia do anúncio.
Falando sobre alguns dos singles, o vocalista Spencer Chamberlain afirmou que "Teeth" "tem quase uma vibração que lembra amostras clássicas de hip-hop ou algo que o Linkin Park poderia ter feito, o que acho muito legal. Nunca imaginei que realmente conseguiríamos fazer isso em uma música do Underoath, mas tudo se encaixou de forma tão natural." "Teeth" foi a última música gravada pela banda para o álbum, e o baterista/vocalista Aaron Gillespie mencionou que queria que ela fosse lançada como o primeiro single: "Porque é tão estranha. No dia em que a escrevemos, eu disse que essa deveria ser a primeira música que lançássemos. É a minha favorita do álbum." Chamberlain explicou que "Generation No Surrender" foi "escrita sob a perspectiva de que, se 'eles' nos dissessem que o mundo estava acabando e o apocalipse havia chegado, não ficaríamos surpresos — nem fugiríamos disso." Por fim, "All the Love is Gone" foi descrita como "uma das músicas mais fora da curva que já escrevemos. Queríamos muito criar uma faixa com base em drum and bass, meio na linha de The Prodigy, The Chemical Brothers, Noisia, etc. Também puxamos elementos de Justice e The Streets."
Spencer Chamberlain afirmou que o título do álbum, que surgiu antes da escrita, "é aberto nesse sentido. Você poderia estar falando sobre a vida após a morte, mas também poderia estar falando sobre a vida depois dessa viagem de ônibus. Você nunca sabe o que vem a seguir. O que vem depois do Underoath? Existe vida depois do Underoath? Vamos continuar com isso até ficarmos velhos demais para andar? Vamos estar no palco como The Rolling Stones, sabe o que quero dizer?"

## Promoção e recepção
| Críticas profissionais | Críticas profissionais |
| Avaliações da crítica  | Avaliações da crítica  |
| Fonte                  | Avaliação              |
| ---------------------- | ---------------------- |
| Kerrang!               | 3/5                    |
| New Noise Magazine     | [ 24 ]                 |
| Wall of sound          | 8/10                   |

O álbum foi transmitido por completo em um vídeo visualizador no YouTube em 30 de março de 2025, dois dias após seu lançamento.
O Underoath fará uma turnê pela América do Norte em apoio ao álbum, com as bandas Papa Roach e Rise Against, de março a abril e de setembro a outubro de 2025.
O álbum recebeu críticas mistas e positivas dos críticos. O Chorus.fm elogiou o álbum, afirmando que "Underoath continua avançando em direção ao seu objetivo de longo prazo de dominação mundial em The Place After This One, e deixa a porta escancarada para o reino das possibilidades de onde irão a seguir."

## Lista de faixas
| N.º            | Título                          | Compositor(es) | Duração |  |
| 1.             | "Generation No Surrender"       |                | 2:47    |  |
| 2.             | "Devil"                         |                | 3:51    |  |
| 3.             | "Loss"                          |                | 3:01    |  |
| 4.             | "Survivor’s Guilt"              |                | 3:18    |  |
| 5.             | "All the Love Is Gone"          |                | 3:02    |  |
| 6.             | "And Then There Was Nothing"    |                | 2:07    |  |
| 7.             | "Teeth"                         |                | 2:37    |  |
| 8.             | "Shame"                         |                | 2:55    |  |
| 9.             | "Spinning in Place"             |                | 2:26    |  |
| 10.            | "Vultures (feat. Troy Sanders)" |                | 2:53    |  |
| 11.            | "Cannibal"                      |                | 3:21    |  |
| 12.            | "Outsider"                      |                | 4:18    |  |
| Duração total: | Duração total:                  | Duração total: | 36:37   |  |

### Underoath
- Spencer Chamberlain – vocais principais
- Tim McTague – guitarras
- Grant Brandell – baixo
- Chris Dudley – teclados, sintetizadores, eletrônicos, programação
- Aaron Gillespie – bateria, vocais limpos

### Colaboradores adicionais
- Danen Reed Rector – produção, gravação
- Matt Huber – mixagem
- Troy Sanders – vocais adicionais em "Vultures"